# 버마 전역
버마 전역(영어: Burma campaign)은 영국령 버마에서 벌어진 일련의 전투로, 제2차 세계 대전의 동남아시아 전선의 일부였다. 주로 인도 제국, 중화민국, 그리고 미국의 지원을 받은 영국군과 버마를 침략한 일본 제국 간의 전투였다. 일본 제국은 태국의 파야프군과 함께 두 개의 협력 독립 운동 및 군대의 지원을 받았다. 점령된 지역에서는 형식적으로 독립한 괴뢰 정권이 세워졌으며, 일부 지역은 태국에 병합되기도 했다.
1942년과 1943년에 걸쳐, 인도 제국에 주둔한 연합군은 잃어버린 영토를 되찾기 위해 몇 차례 공격을 감행했으나 실패했다. 전투는 1944년에 더욱 격화되었고, 이 시기 영국군은 육상 및 공군 병력을 합쳐 약 100만 명으로 병력이 최고조에 달했다. 이 병력은 주로 영국령 인도에서 모집되었으며, 8개의 정규 보병 사단과 6개의 전차 연대에 해당하는 영국 육군 병력, 10만 명의 동아프리카 및 서아프리카 식민지 병력, 그리고 몇몇 자치령 및 식민지에서 차출된 소규모 병력으로 구성되었다. 이러한 병력 증강 덕분에 연합군은 1945년에 버마를 탈환할 수 있었다.
이 전역은 여러 가지 특징을 가지고 있었다. 지역의 지형적 특성 때문에 날씨, 질병, 지형이 작전에 큰 영향을 미쳤다. 교통 인프라가 부족해 병력과 물자를 이동 및 공급하거나 부상병을 후송하는 데 군사 공학과 공중 수송에 크게 의존해야 했다. 또한 정치적으로도 복잡한 전역으로, 영국, 미국, 중국이 각기 다른 전략적 우선순위를 가지고 있었다. 이 전역은 서방 연합군이 태평양 전선에서 처음부터 끝까지 지속적으로 진행한 유일한 지상 작전이기도 했다. 이는 당시 버마가 동남아시아에서 인도로 이어지는 전략적으로 중요한 위치에 있었기 때문이었다. 전역 지역은 전쟁 초기 영국이 잃은 영토와 일본군의 진격이 멈춘 인도의 일부 지역을 포함했다. 이 지역의 기후는 계절풍이 지배적이었기 때문에 매년 약 절반 정도만 효과적으로 작전을 수행할 수 있었다. 이러한 기후와 더불어, 인도 제국에서의 기근과 혼란, 나치 독일의 패배를 우선시했던 연합군의 전략 등 여러 요인들로 인해 버마 전역은 장기화되었다. 
전역은 크게 네 단계로 첫 번째는 1942년에 영국, 인도, 중국군이 철수하게 만든 일본군의 침공, 두 번째는 1942년 말부터 1944년 초까지 버마로 진격하려 했던 연합군의 실패한 공세, 세 번째는 1944년 임팔 및 코히마 전투에서 실패로 끝난 일본군의 인도 침공, 그리고 마지막 네 번째는 1944년 말부터 1945년 중반까지 이어진 연합군의 성공적인 공세였다.
이 전역은 일본이 추진한 "대동아공영권"이라는 범아시아주의 정책이 가져온 정치적 분위기에도 크게 영향을 받았다. 일본은 초기 침공 당시 혁명을 지원해 독립 국가인 버마국을 수립했고, 버마 독립군은 이 초기 공격에서 중요한 역할을 했다. 또한 자유 인도 임시정부와 그 산하 인도 국민군은 일본 제국과 협력하여 1944년 유고 작전 등에 참여했다. 인도 국민군은 이전에 나치 독일과도 협력한 바 있다. 그러나 일본 군국주의자들이 군을 지배적으로 통솔하면서 대동아공영권 전체가 실패로 돌아가게 되었고, 이에 따라 지역 주민들의 독립에 대한 희망이 점점 사라졌으며, 1945년에는 버마 독립군의 반란이 있었다.
연합군 측에서도 정치적 관계는 전쟁 동안 복잡했다. 미국이 훈련한 중국군 X군이 버마-중국-인도 전역에서 활약하며 두 나라 간 협력의 기반이 되었으나, 조지프 스틸웰 장군과 장제스 중화민국 총통 간의 전략적 충돌로 인해 스틸웰이 사령관 자리에서 물러나기도 했다. 반면, 버마 도로를 통해 중국 Y군이 버마 전역에서 활약하고 영국군이 중국 본토의 전쟁 지원에 협력하면서 중화민국과 영국 정부의 관계는 우호적이었다. 히말라야 상공의 위험한 항공 경로인 "더 험프(The Hump)"를 통해 임무를 수행하면서 중국과 인도 간 협력 역시 긍정적으로 이어졌다. 한편 이 전역은 전후 버마와 인도의 독립 투쟁에 큰 영향을 미쳤다.

## 참고 자료
- Smyth John Before the Dawn
- Sugita, Saiichi. Burma Operations
- Thompson, Robert. Make for the Hills has content related to the 1944 Chindit campaign
- Thompson, Julian. Forgotten Voices of Burma: The Second World War's Forgotten Conflict
- Webster, Donovan. The Burma Road : The Epic Story of the China-Burma-India Theater in World War II
- Williams, James Howard was Elephant Advisor to the Fourteenth Army, see his Elephant Bill (1950) and Bandoola (1953)
- Young, Edward M. Aerial Nationalism: A History of Aviation in Thailand
- Latimer, Jon. Burma: The Forgotten War
- Lunt, James. 'A Hell of a Licking' – The Retreat from Burma 1941-2 London 1986 ISBN 0-00-272707-2 Personal account by a British Burma Rifles officer, who later became an Oxford academic.
- McLynn, Frank. The Burma Campaign: Disaster Into Triumph, 1942–45 (Yale University Press; 2011) 532 pages; focus on William Slim, Orde Wingate, Louis Mountbatten, and Joseph Stilwell.
- Moser, Don and editors of Time-Life Books World War II: China-Burma-India',1978, Library of Congress no 77-93742
- Slim, William (1956) Defeat into Victory. Citations from the Cassell 1956 edition, but also available from NY: Buccaneer Books ISBN 1-56849-077-1, Cooper Square Press ISBN 0-8154-1022-0; London: Cassell ISBN 0-304-29114-5, Pan ISBN 0-330-39066-X.
- Ochi, Harumi. Struggle in Burma
- Reynolds, E. Bruce. Thailand and Japan's Southern Advance
- Rolo, Charles J. Wingate's Raiders
- Sadayoshi Shigematsu  Fighting Around Burma
- Allen, Louis Burma: The Longest War
- Bayly, Christopher & Harper, Tim. Forgotten Armies
- Carew, Tim. The Longest Retreat
- Calvert, Mike. Fighting Mad has content related to the 1944 Chindit campaign
- Churchill, Winston (1954). 《The Second World War. Volume 6: Triumph and Tragedy》. London: Cassel. OCLC 312199790.
- Dillon, Terence. Rangoon to Kohima
- Drea, Edward J. (1998). 〈An Allied Interpretation of the Pacific War〉. 《In the Service of the Emperor:  Essays on the Imperial Japanese Army》. Nebraska: University of Nebraska Press. ISBN 0-8032-1708-0.
- Fraser, George MacDonald (2007). 《Quartered Safe Out Here: A Harrowing Tale of World War II》. Skyhorse Publishing. 358쪽. ISBN 978-1-60239-190-1.
- Farquharson, Robert (2006). 《For Your Tomorrow: Canadians and the Burma Campaign, 1941–1945》. Trafford Publishing. 360쪽. ISBN 978-1-41201-536-3.
- Fujino, Hideo. Singapore and Burma
- Grant, Ian Lyall & Tamayama, Kazuo Burma 1942: The Japanese Invasion
- Ida, Shojiro From the Battlefields
- Ikuhiko Hata Road to the Pacific War
- Hastings, Max (2007). 《Nemesis》. Harper Press. ISBN 978-0-00-721982-7.
- Hickey, Michael. The Unforgettable Army
- Hodsun, J.L. War in the Sun